# Nitty Gritty Dirt Band

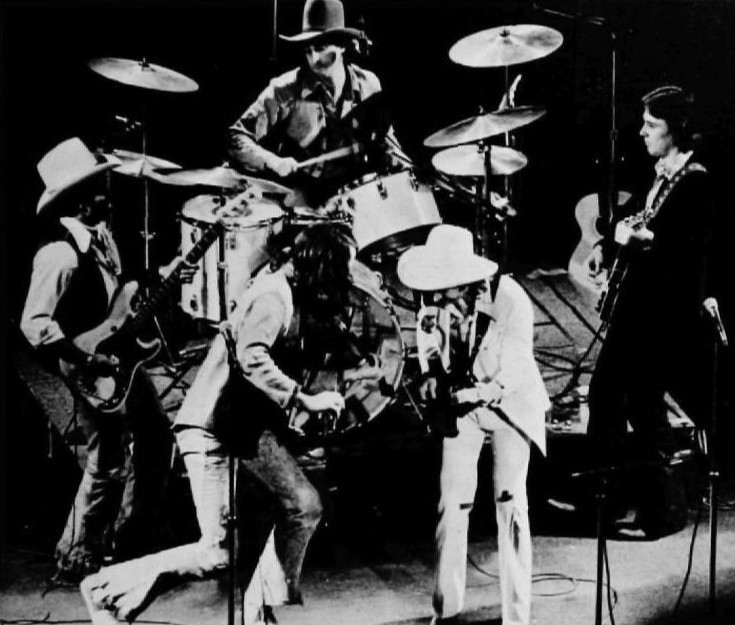
Nitty Gritty Dirt Band 1976.

Nitty Gritty Dirt Band är ett amerikanskt countryrockband bildat i Kalifornien 1966. Gruppen har vunnit tre Grammys och nominerats till ytterligare sex.

## Diskografi

### Album
1967: The Nitty Gritty Dirt Band (Capitol)
1967: Ricochet (Beat Goes On)
1968: Pure Dirt (Beat Goes On)
1968: Rare Junk (Liberty)
1969: Alive (Capitol/Nashville Catalog)
1970: Uncle Charlie & His Dog Teddy (Liberty)
1971: All the Good Times (Beat Goes On/Capitol/Nashville Catalog)
1972: Will the Circle Be Unbroken (EMI Music Distribution)
1974: Stars & Stripes Forever (Capitol Nashville/Capitol)
1975: Symphonion Dream  (Beat Goes On)
1978: Dirt Band (Capitol)
1979: An American Dream (Capitol)
1980: Gold from Dirt (United Artists)
1980: Make a Little Magic (Capitol)
1981: Jealousy (Liberty)
1982: Let's Go (Liberty)
1984: Plain Dirt Fashion (Rhino/Warner Bros.)
1985: Partners, Brothers and Friends (Rhino/Warner Bros.)
1987: Hold On (Warner Bros.)
1988: Workin' Band (Warner Bros.)
1990: Will the Circle Be Unbroken, Vol. 2 (Universal Distribution)
1991: The Rest of the Dream (MCA)
1991: Live Two Five (Liberty)
1992: Not Fade Away (Liberty)
1994: Acoustic (Liberty)
1994: Nitty Gritty Dirt Band-Roger McGuinn Live (Javelin)
1997: The Christmas Album (Rising Tide Entertainment/MCA)
1998: Bang Bang Bang (Dreamworks Nashville/Dreamworks SKG)
2002: Will the Circle Be Unbroken, Vol. 3 (Liberty/Capitol)
2004: Welcome to Woody Creek (Dualtone Music)
2009: Speed of Life (Sugar Hill)
2016: Circlin' Back: Celebrating 50 Years (Ngdb Records/Warner Bros.)

## Utmärkelser
1989 — CMA Awards: Will the Circle Be Unbroken Vol. 2 - Album of the Year
1989 — Grammy:
Will The Circle Be Unbroken Vol. 2 - Best Country Performmance by a Duo or Group with Vocal
The Valley Road - Best Bluegrass Recording (med Bruce Hornsby)
2004 — Grammy: Earl's Breakdown - Best Country Instrumental (med Earl Scruggs, Randy Scruggs, Jerry Douglas och Vassar Clements)
2015 — Upptagna i Colorado Music Hall of Fame